# Metohija
Metohija je vesnice v opčině Ston v Chorvatsku v Dubrovnicko-neretvanské župě. V roce 2011 zde žilo 157 obyvatel.

## Poloha
Metohija je osada v centrální části vnitrozemí poloostrova Pelješac při hlavní silnici D 414 od Stonu směrem na Orebić mezi Boljenovići a vesnicí Prapratno.